# Cofiroute
 (octobre 2015).
 (octobre 2015).
Cofiroute (Compagnie financière et industrielle des autoroutes) est une société de Vinci Autoroutes. Créée en 1970, la société exploite un réseau de 1 211 km couvrant le centre-ouest de la France. Elle est également présente aux États-Unis, en Grande-Bretagne et en Allemagne.
Sa concession autoroutière en France expirera le 30 juin 2034.

## Histoire
- 1970 : La Compagnie financières des autoroutes (Cofiroute) est créée.
- 1972 : Cofiroute met en service la barrière de péage de Saint-Arnoult-en-Yvelines.
- 1975 : Le pont-restaurant Jacques Borel ouvre sur l'A10 à Orléans-Saran. Les premiers contrats de sous-concession pour les stations-service et la restauration avaient été signés dès 1972.
- 1986 : Cofiroute crée le concept – et le terme – de « crapauducs ». Les premiers de ces passages spécifiques pour batraciens sont déployés sous l'A71 en 1986. Ils accompagnent un dispositif de passages pour la grande faune.
- 1988 : Cofiroute lance Autoroute FM, première radio dédiée aux clients de l’autoroute. Elle émet sur 89.2 FM.
- 1991 : Le CSA lance un appel d’offres pour une expérience de radio en isofréquence. Dès le 28 juin 1991, la diffusion d'Autoroute FM est assurée entre Chartres et Le Mans et entre Orléans et Tours sur 107.7 FM.
- 1994 : la nouvelle barrière de Saint-Arnoult est mise en service et offre la plus grande capacité d'Europe. 30 millions de personnes la traversent tous les ans.
- 1995 : Cofiroute remporte le contrat de la 91 Express Lanes à Los Angeles aux États-Unis, autoroute à péage automatisée et sans barrière construite sur le terre-plein central d'une autoroute gratuite existante.
- 2000 : lancement du télépéage inter-société, devenu télépéage Liber-t.
- 2006 : Adhésion a Vinci Autoroutes. qui regroupe COFIROUTE, ASF et ESCOTA
- 2010 : signature du Paquet vert autoroutier. Les sociétés de Vinci Autoroutes s’engagent à investir 750 millions d’euros dans la requalification environnementale des sections les plus anciennes.
- 2013 : Vinci rachète les 16,67 % de participation que détenait Colas, filiale de Bouygues, dans Cofiroute, pour environ 800 millions d'euros[3].

## Réseau Cofiroute

### Chiffres clés

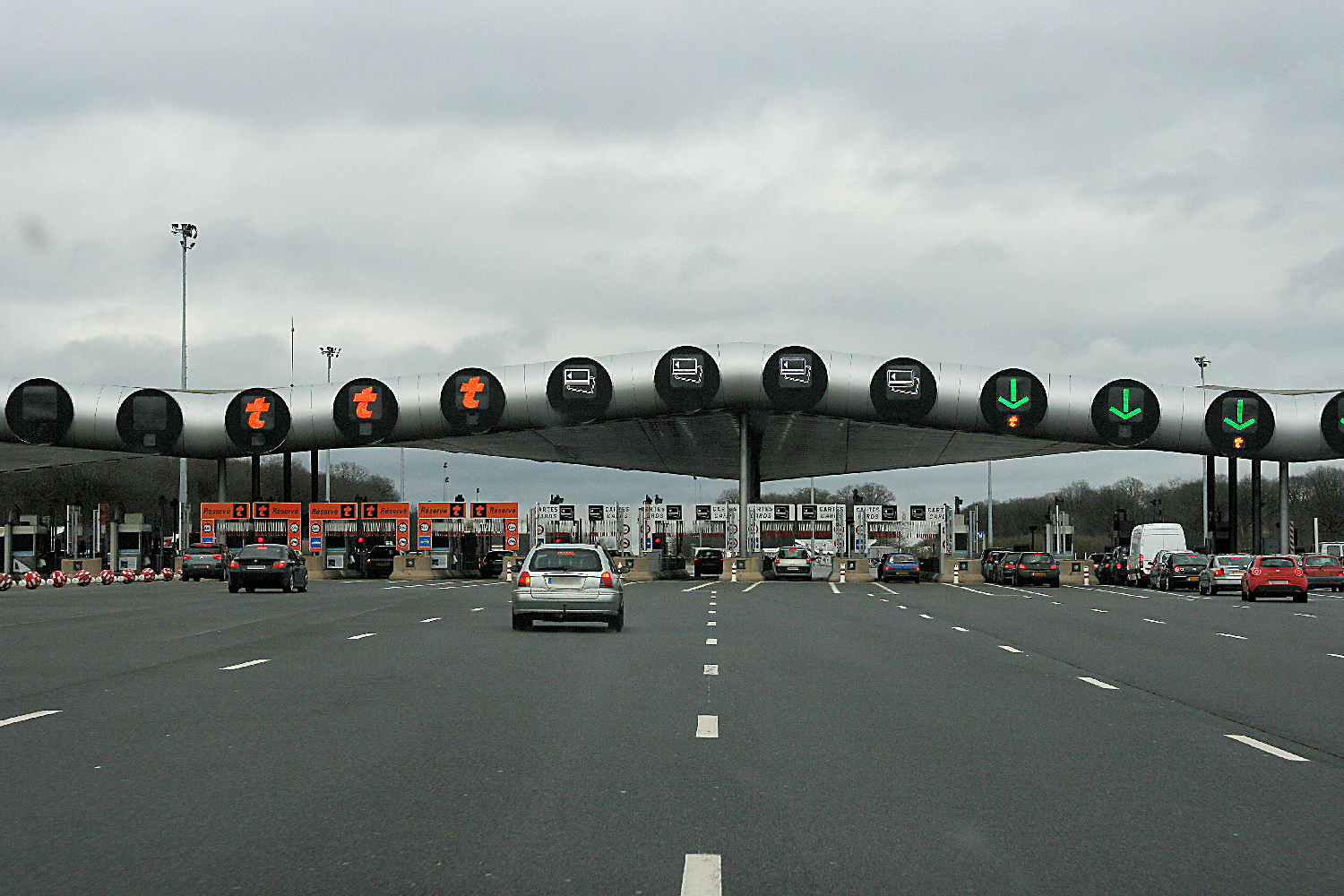
Péage de Saint-Arnoult-en-Yvelines.

- Réseau exploité : 1 211 km (y compris les 101 km de l’A19, ouverte le 16 juin 2009)
- 76 aires de repos,
- 47 aires de service,
- 283 panneaux à messages variables
- 123 millions de transactions par an
- 338 000 de transactions par jour
- 8 parkings de covoiturage proposant plus de 600 places (février 2013)
- 82 péages
- 1 360 salariés (2018)

| Années             | 2007    | 2008    | 2009    | 2010    | 2011    | 2012    | 2013    | 2014    | 2015    | 2016    | 2017    | 2018    | 2019    | 2020  |
| ------------------ | ------- | ------- | ------- | ------- | ------- | ------- | ------- | ------- | ------- | ------- | ------- | ------- | ------- | ----- |
| Chiffre d'affaires | 1 032,3 | 1 071,2 | 1 103,2 | 1 142,8 | 1 194,1 | 1 199,9 | 1 350,8 | 1 383,9 | 1 387,3 | 1 457,7 | 1 521,4 | 1 581,1 | 1 479,5 | 1 205 |
| Effectifs          | 1 875   | 1 941   | 1 942   | 1 913   | 1 805   | 1 710   | 1 638   | 1 560   | 1 482   | 1 456   | 1 383   | 1 360   | 1 345   | 1 329 |

### Réseau
La société Cofiroute est concessionnaire de 1 100 kilomètres de réseau interurbain et des 10 kilomètres du Duplex A86. Il s'agit du quatrième réseau en termes de longueur. L'autoroute A19 Artenay-Courtenay (101 km) est concédée à la société Arcour, qui en a confié l'exploitation à Cofiroute.
Ce réseau comporte :
- L'A10 de Paris (en fait de l'échangeur avec La Francilienne) à Poitiers, (toute la section n'est pas concédée à Cofiroute, au droit de l'échangeur de Poitiers-Sud, celle-ci est confiée à Autoroutes du Sud de la France),
- L'A11 de Paris (en fait de l'échangeur avec La Francilienne) au Mans puis de Angers à Nantes, la partie entre Le Mans et Angers étant concédée à ASF,
- L'A28 pour sa section entre Alençon et Tours,
- L'A71 d'Orléans (le premier point kilométrique de la A71 est le 96, le PK 1 n'existe pas) à Clermont-Ferrand via et Bourges (toute la section n'est pas concédée à Cofiroute, au droit de l'échangeur de Bourges, celle-ci est confiée à Autoroutes Paris-Rhin-Rhône),
- L'A81 entre Le Mans et Laval,
- L'A85 entre Angers et Vierzon (plus précisément Theillay),
- Le duplex A86 sur l'A86 entre Rueil-Malmaison et Vélizy-Villacoublay.

L'A19 entre Orléans (Artenay) et Courtenay (101 km), concédée à Arcour mais exploitée par Cofiroute.
Note : Le point kilométrique 0 des autoroutes A10, A11, A71 et A81 est commun. Il est situé au début de la concession Cofiroute, au droit de la RN 446 à La Folie Bessin. Les sections « kilométriques communes » sont pour l'A71 : Les Ulis - Orléans (raccordement A10/A71), pour l'A11 Les Ulis - Ponthévrard et pour l'A81 Les Ulis - Le Mans (raccordement A11/A81).

## Covoiturage
- Cofiroute exploite 10 parkings de covoiturage, soit une offre de plus de 700 places. Son premier parking de covoiturage a ouvert en 2001 au péage de Blois. 6 parkings (454 places) ont été créés dans le cadre du Paquet vert autoroutier.
- Sur le tronçon commun aux autoroutes A10/A11, au km 7 (commune de Briis-sous-Forges), une gare autoroutière pour autocars a été ouverte en mai 2006 en partenariat avec le Conseil général de l'Essonne. Elle permet aux riverains de laisser leur voiture à proximité de la gare et d’emprunter les lignes de bus Dourdan-Orsay et Dourdan-Massy. Elle accueille plus de 260 000 voyageurs par an[5].

## Divers

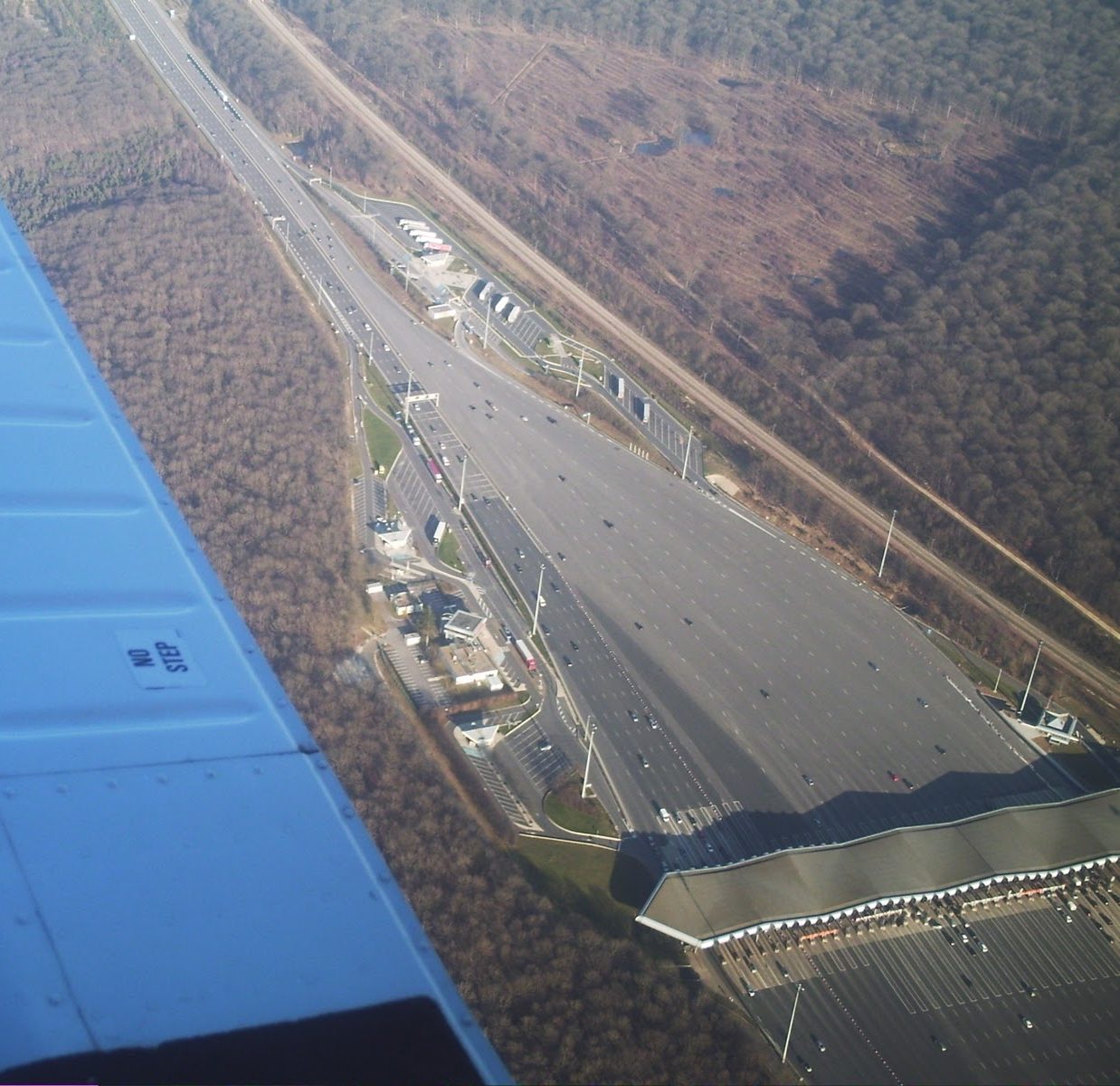
Vue aérienne du péage de Saint-Arnoult-en-Yvelines.

- La barrière de péage de Saint-Arnoult-en-Yvelines est la plus importante d'Europe. En effet son emplacement se situe à l'embranchement de deux autoroutes importantes, l'A10 et l'A11.
- Cofiroute a obtenu en janvier 2004 la certification ISO 9001 : 2000 pour ses activités d'exploitation, renouvelée en 2007, 2010 et 2013. Depuis janvier 2011, la certification ISO 14001: 2004 couvre l'ensemble des activités d'exploitation et de construction de Cofiroute pour l'environnement.

### Décret de concession
Selon le décret no 2007-939 du 15 mai 2007, portant sur l'approbation du 12e avenant à la concession d'exploitation entre l'État et Cofiroute dit que :
Les extrémités de la concession se situent :
- à La Folie Bessin (commune d'Orsay dans l'Essonne), à l'aplomb de la RN 446 ;
- au sud de Poitiers, au droit de l'échangeur de Poitiers Sud ;
- à La Gravelle, sur la RN 157 ;
- à l'échangeur de Bourges ;
- au sud-ouest du Mans, au droit de l'échangeur du Mans Ouest ;
- au nord d'Angers, au niveau de l'axe de l'ouvrage d'art rétablissant la RN 23 (extrémité est de la section de l'autoroute A11 entre Angers et Nantes concédée à Cofiroute) ;
- à l'ouest de Nantes, à l'extrémité du tympan ouest de l'ouvrage de franchissement de la RN 137 ;
- au nord d'Alençon, au droit de l'axe de l'ouvrage rétablissant la RN 12 ;
- à l'est d'Angers au droit de la barrière de péage de Corzé (extrémité ouest de l'autoroute A85).

### Les chutes de neige exceptionnelles de 2003
Le 4 janvier 2003, Météo-France sous-estime l'ampleur des chutes de neige qui vont s'abattre sur le nord et le centre de la France, le cadre de permanence sous-estime les chutes de neige et ne rappelle pas les astreintes, empêchant ainsi la mise en place par Cofiroute des dispositions nécessaires pour conserver la viabilité du tronc commun A10-A11 situé après la barrière de péage de Saint-Arnoult. Ainsi, lorsque des plaques de verglas apparaissent sur ce tronc commun, la circulation déjà dense, devient complètement bloquée.
L'absence de mesures de délestage et d'information des usagers par Cofiroute (notamment de panneaux à messages variables) présents sur l'autoroute et le manque de coordination des services publics entre eux et avec les intervenants de la société accroit encore le nombre d'usagers bloqués à la hauteur de Saint-Arnoult puis sur l'autoroute A11 jusque Ablis et l'autoroute A10 sur 60 km. Les pouvoirs publics font évacuer les automobilistes prisonniers dans la neige.
La situation ne sera débloquée que lorsqu'à 2 h 30 le 5 janvier, Cofiroute décidera de fermer le tronçon depuis Paris (au niveau de l'échangeur N104 - A10) afin de faire intervenir des équipes de dégivrage en sens contraire du bouchon. La situation normale ne sera rétablie que dans la soirée du 5.
Après cet événement, la société Cofiroute lancera une campagne d'installation de services d'information (notamment les fameux PMV) et l'État prendra des mesures comme la révision du Plan neige et verglas et des schémas d'intervention des pouvoirs publics afin qu'ils soient mieux coordonnés. Une zone de salage automatique a vu le jour dans la montée de Briis-sous-Forges, entre les PK5 et 7 sur le tronçon commun A10/A11/A71/A81.